# 阿尔特海姆
阿尔特海姆是德国巴登-符腾堡州的一个市镇。总面积7.79平方公里，总人口585人，其中男性308人，女性277人（2011年12月31日），人口密度75人/平方公里。